# Tonina Torrielli
Tonina Torrielli, pseudonimo di Antonietta Torrielli (Serravalle Scrivia, 22 marzo 1934), è una cantante italiana, in voga negli anni cinquanta e sessanta.
Soprannominata la Caramellaia di Novi Ligure in riferimento alla sua occupazione lavorativa e contraddistinta da una voce calda e morbida, ha conosciuto la notorietà partecipando al Festival di Sanremo 1956, dove si è piazzata al secondo posto con Amami se vuoi, e nel medesimo anno ha gareggiato con lo stesso brano all'Eurofestival. È rimasta attiva in campo musicale fino al 1965, prendendo parte nel complesso a otto edizioni del Festival di Sanremo.

## Biografia

### Le origini e il successo
Operaia nella fabbrica dolciaria Novi di Novi Ligure, nel 1955 si iscrive al concorso Voci Nuove organizzato dalla Rai e il fatto di essere selezionata tra più di seimila aspiranti le dà diritto ad accedere nell'anno successivo al Festival di Sanremo. Nonostante la vittoria vada a Franca Raimondi con Aprite le finestre, la Torrielli ottiene il secondo posto con Amami se vuoi e viene considerata la rivelazione dell'anno. In quel Sanremo partecipa con altri due brani, Il cantico del cielo e Il bosco innamorato. Assegnata dalla Cetra all'orchestra di Cinico Angelini, viene subito montata dalla stampa una sua presunta rivalità con Nilla Pizzi, al tempo definita la regina della canzone italiana, della quale viene da alcuni considerata l'erede.
Nello stesso anno, insieme alla vincitrice del festival Franca Raimondi, la Torrielli rappresenta l’Italia al primo Eurovision Song Contest, svoltasi a Lugano in Svizzera. Ha inoltre modo di prendere parte al Festival di Napoli con Adduormete e 'E rrose d'o core, e al Festival di Assisi con i brani Anima smarrita e Il re pastore, eseguita con il Duo Fasano. 

#### Prosieguo della carriera (dopo il 1956)
Nel 1957 la cantante  ritorna a Sanremo, arrivando terza con la canzone Scusami, cantata in coppia con Gino Latilla, e settima con la canzone Intorno a te (è sempre primavera), eseguita in coppia con Tina Allori. Nella quarta serata, dedicata agli autori indipendenti, le capita di prendere un'evidente stonatura, in seguito alla quale abbandona il palco, venendo subito riportata in scena dal conduttore Nunzio Filogamo per terminare il brano Il nostro sì, replicata da Gino Baldi. Un normale incidente di percorso nella carriera di ogni cantante, ma anche in questo caso la stampa non si rivela tenera nei suoi confronti: c'è chi parla di eccessiva tensione emotiva, chi di scarsa preparazione. Nello stesso anno partecipa al 1º festival di Zurigo con i brani La strada più bella del mondo e Sotto la cenere.
Nel 1958, anno del ritorno sulle scene di Sanremo della rivale Nilla Pizzi, la Torrielli viene proprio abbinata a lei con il brano L'edera. Il confronto non le nuocerà: l'arrangiamento più moderno e la sua interpretazione meno melodrammatica contribuiscono senz'altro alla conquista del secondo posto, dietro all'inaspettata vittoria di Nel blu dipinto di blu. Tuttavia sarà Nilla a riscuotere maggiori consensi sia con le vendite sia con le tournée all'estero, fino alla vittoria nella successiva Canzonissima. Sempre nel 1958, al festival di Sanremo, accede alla finale con il brano Mille volte, abbinata a Cristina Jorio, mentre viene eliminata la canzone Nozze d'oro, eseguita con il duo Fasano. Nel settembre dello stesso anno partecipa alla seconda edizione del festival di Zurigo con il brano Non ero così.
L'anno successivo, ancora una volta viene sopraffatta dal successo e dal carisma della cantante a lei abbinata: si tratta di Jula de Palma, che con Tua si aggiudica tutte le pagine dei giornali e mette in secondo piano la collega, provocando addirittura un piccolo scandalo in televisione per la sua interpretazione, che fu giudicata da alcuni eccessivamente sensuale. Tra l'altro la canzone verrà anche proposta da una giovanissima Mina in una versione originalissima da "urlatrice". In quella edizione del festival, oltre alla canzone Tua, che si classifica al quarto posto, la Torrielli presenta anche Adorami e Il nostro refrain, abbinata a Nilla Pizzi, due brani di impronta melodica che non accedono alla finale. Nello stesso anno partecipa al film musicarello Destinazione Sanremo, diretto da Domenico Paolella. Sempre nel 1959 partecipa al terzo festival di Zurigo con due canzoni melodiche che si rivelarono due buoni successi: L'amore è il più grande ideale e Il giramondo.
Nel 1960 sposa Mario Maschio, allora batterista dell'Orchestra del maestro Cinico Angelini. Nello stesso anno partecipa alla seconda edizione del festival del Musichiere, svoltosi all'Arena di Verona, con la canzone Vicino a te.
Nel 1961 è ancora al festival di Zurigo con le canzoni Gin gin gin, abbinata a Giorgio Consolini, e Burattino, abbinata a Edda Montanari.
Il 6 gennaio 1962 è tra i finalisti di Canzonissima con la canzone La nostra estate. Vince Tony Dallara con Bambina bambina, ma la Torrielli, che si classifica al tredicesimo posto (sono quattordici i finalisti nella serata finale), riesce comunque a distinguersi con un'interpretazione molto personale.
Le presenze a Sanremo proseguono e la vedono sempre finalista con Colpevole (quarto posto nel 1960), sempre in coppia con Nilla Pizzi, Febbre di musica (1961 con Arturo Testa), Aspettandoti (1962, con Aura D'Angelo), e Perdonarsi in due (1963, con Eugenia Foligatti). Nel 1962 la cantante aveva partecipato anche alla prima edizione del Cantagiro con la canzone Chitarra e pistola.

### Dopo il 1965
Un po' per il declino del genere melodico tradizionale, ma soprattutto per il desiderio di dedicarsi a tempo pieno alla famiglia, ha abbandonato il palcoscenico nel 1965, a soli trentun anni di età. A Torino, città in cui aveva scelto di eleggere la propria residenza, la cantante sarà titolare per molti anni, insieme a suo marito, di un negozio di dischi e di strumenti musicali situato in piazza Castello 43, che chiude nel 2003, dopo più di quarant'anni di attività.
Tornerà sotto i riflettori per brevi apparizioni televisive nel corso di programmi di revival negli anni novanta.
Apparirà nelle vesti di identità da svelare nella trasmissione televisiva Soliti ignoti - Identità nascoste, condotta da Fabrizio Frizzi su Rai 1 il 7 febbraio 2008. Nello stesso anno è ritornata a cantare ospite in una puntata de I migliori anni, programma condotto da Carlo Conti.
Il 13 marzo 2011 compare in collegamento televisivo da Torino nel programma Mattina in famiglia per rendere omaggio alla collega scomparsa Nilla Pizzi. Nel maggio 2017 è apparsa nuovamente in televisione per incoraggiare Francesco Gabbani, rappresentante per l'Italia all'Eurovision Song Contest, in qualità di prima artista italiana ad aver partecipato alla manifestazione.

## Discografia parziale

### Album
- 1956: I successi (Cetra, LPA 55) (LP 10")
- 1957: Tonina Torrielli (Cetra, LPA 106)
- 1961: Le canzoni d'oro (Cetra, LPB 35016)
- 1967: Tonina Torrielli (Cetra LPP 85)

### Singoli
- 1956: Il cantico del cielo/Anima gemella (Cetra, DC 6462; lato B cantato da Gianni Marzocchi e Clara Vincenzi)
- 1956: Amami se vuoi/Musetto (Cetra, DC 6464; lato B cantato da Gianni Marzocchi)
- 1956: Il bosco innamorato (Cetra, DC 6465)
- 1956: Qualcosa è rimasto/Aprite le finestre (Cetra, DC 6466; lato B cantato da Ugo Molinari)
- 1956: Adduormete/'E rrose d''o core (Cetra, DC 6532)
- 1956: Tornerà/Amoureuse (Cetra, DC 6695)
- 1956: Tango del cuore/Nessuna cosa al mondo (Cetra, DC 6698)
- 1956: Re pastore/Tre cammelli (cantanti con il Duo Fasano) (Cetra, AC 3133)
- 1957: Scusami/Il nostro si (Cetra, AC 3200)
- 1957: Addormentarmi così/Tornerai (Cetra, SP 18)
- 1957: La strada più bella del mondo/Sotto la cenere (Cetra, SP 74)
- 1957: Non potrai saperlo mai/Parole d'amore sulla sabbia (Cetra. SP 99)
- 1957: Re pastore/Buon natale a te (Cetra, SP 101; lato A cantato con il Duo Fasano, lato B cantano i Radio Boys)
- 1958: L'edera/Mille volte (Cetra, AC 3320)
- 1958: Buenas noches mi amor/Return to me (Cetra, AC 3411)
- 1958: Mille volte/L'edera (Cetra, SP 120)
- 1958: Portami tante rose/Il valzer delle candele (Cetra, SP 218)
- 1958: Aufwiedersehen/Amico tango (Cetra, SP 261; lato B cantato con il Duo Fasano)
- 1958: Niente cchiu'/Ti scrivo e piango (Cetra, SP 262)
- 1958: Verde luna/La violetera (Cetra, SP 263)
- 1958: Les gitans/Paloma d'argento (Cetra, SP 356)
- 1958: Historia de un amor/Julia (Cetra, SP 324)
- 1958: Sotto i ponti del Po/ La limonara del ferry-boat (Cetra, SP 366; lato B cantato da Marisa Brando)
- 1958: Buenas noches mi amor/Return to me (ritorna da me) (Cetra, SP 391)
- 1958: Marjolaine/L'amore (Cetra, SP 393)
- 1958: Prendi quella stella/Questo nostro amore (Cetra, SP 394)
- 1959: Tua/Nessuno (Cetra, SP 434)
- 1959: Adorami/Il nostro refrain (Cetra, SP 435)
- 1959: Per tutta la vita/La vita mi ha dato solo te (Cetra, SP 436)
- 1959: La fine/Il tuo diario (Cetra, SP 522)
- 1959: Infinito amore/Canzone tra le stelle (Cetra, SP 523)
- 1959: Signora illusione/Ultima preghiera (Cetra, SP 530)
- 1959: Domani/Fumo negli occhi (Cetra, SP 531)
- 1959: Tu che ti chiami amor/Bacio di fuoco (Cetra, SP 532)
- 1959: Les gitanes/Paloma d'argento (Cetra, SP 556)
- 1959: Fascination/Andalucia (Cetra, SP 635)
- 1959: Oceano/Sortilegio d'Andalusia (Cetra, SP 649)
- 1959: L'amore è il più grande ideale/Il giramondo (Cetra, SP 652)
- 1959: Viole del pensiero/Ancora fra le tue braccia (Cetra, SP 685)
- 1959: Un sogno fantastico/Se ridi del mio amor (Cetra, SP 686)
- 1959: Ninna nanna/Ave Maria (Cetra, SP 698)
- 1960: Galoppata d'amore/Canzone d'amore armena (Cetra, SP 724)
- 1960: Appuntamento a Madrid/Mi arrendo (Cetra, SP 726)
- 1960: Perderti/Colpevole (Cetra, SP 731)
- 1960: Cielo e terra/Ma che fortuna (Cetra, SP 765)
- 1960: Piccola città/Con queste mani (Cetra, SP 825)
- 1960: Portami a Roma/Mare di sabbia (Cetra, SP 826)
- 1960: Il cielo m'ha dato una stella/L'eco della sua voce (Cetra, SP 827)
- 1960: Anima smarrita/Volesse il ciel (Cetra, SP 833)
- 1960: Nessuno al mondo/Fra le mie braccia (Cetra, SP 890)
- 1960: Fra le mie braccia/Vicino a te (Cetra, SP 896)
- 1960: Ci amammo così/Rapsodie (Cetra, SP 948)
- 1960: Arlecchino gitano/Esisto (Cetra, SP 957)
- 1960: Per sempre, per sempre/L'uomo del mare (Cetra, SP 958)
- 1961: Febbre di musica/Qualcuno mi ama (Cetra, SP 991)
- 1961: Tempo di mughetti/Como se viene va (Cetra, SP 1014)
- 1961: Calcutta/Pepe (Cetra, SP 1018)
- 1961: Sera di pioggia/Miracolo d'amore (Cetra, SP 1021)
- 1961: Gin gin gin/Burattino (Cetra, SP 1065; lato A cantato con il Duo Fasano)
- 1961: La nostra estate/È musica (Cetra, SP 1069)
- 1962: Aspettandoti/Gondolì gondolà (Cetra, SP 1103)
- 1962: Le mani piene di stelle/Noi, chi siamo? (Cetra, SP 1115)
- 1962: Chitarra e pistola/Un mondo (Cetra, SP 1116)
- 1962: La borsetta/Place Pigalle (Cetra, SP 1117)
- 1962: Mezzanotte tango/Presentimento (Cetra, SP 1119)
- 1962: Siamo parte del ciel/Concerto azzurro (Cetra, SP 1125)
- 1962: Le rose sono rosse/Il mondo dei giovani (Cetra, SP, 1139)
- 1963: Come è piccolo il cielo/Perdonarsi in due (Cetra, SP 1164)
- 1963: Ivan Ivanovick/Lolita di Siviglia (Cetra, SP 1200)
- 1964: Piangi amore piangi/Come Wally (Cetra, SP 1213)
- 1964: Noi/La nostra canzone (Cetra, SP 1232)
- 1965: Tempo di mughetti/Il valzer delle candele (Cetra, SP 1270)
- 1965: Pallida mimosa/Addio Tabarin (Cetra, SP 1276)

### EP
- 1956: Aprite le finestre/Amami se vuoi/La vita è un paradiso di bugie/Il cantico del cielo - (Aprite le finestre è cantato da Ugo Molinari, La vita è un paradiso di bugie è cantato da Luciana Gonzales (Cetra, EP 0550)
- 1956: Portami tante rose/Andalucia/Musica proibita/Amami se vuoi (Cetra EP, 0572)
- 1956: Ideale/Aprite le finestre/Qualcosa è rimasto/Perché vivo (Cetra EP, 574)
- 1956: Pepote/Estrellita/Sogno/Inno all'amore (Cetra EP, 0575)
- 1957: La cosa più bella/Scusami/Intorno a te è sempre primavera/Il nostro sì (Cetra, EP 0580)
- 1957: Pepote/Estrellita/Sogno/La cosa più bella (Cetra EP, 0582)
- 1957: Fuoco verde/Tornerà/Croce de oro/Tango del cuore (Cetra, EP 0602)
- 1958: Parole d'amore sulla sabbia/Fascination/Mandolin serenade/Intorno al mondo (Cetra EP, 0640)
- 1958: Una notte ancora/Non ero così/Inno all'amore/Piccola fioraia (cetra EP, 0659)
- 1958: Mille volte/L'edera/Nozze d'oro (con il Duo Fasano)/I trulli di Alberobello (quest'ultima cantata da duo Fasano) (Cetra, EPE 3024)
- 1958: La violetera/Ti scrivo e piango/Amico tango (con Duo Fasano) /Verde luna (Cetra 3053)
- 1959: Tua/Nessuno/Adorami/Per tutta la vita (Cetra, EPE 3057)
- 1959: Ascolta mamma (T. Torrielli)/Tutte le mamme (G. Latilla)/Tu ce l'hai la mamma (C. Villa)/Mamma buona notte (C. Villa) (Cetra EPE 3069)
- 1959: Les gitanes/Domani/Ultima preghiera/TU che ti chiami amor (Cetra, EPE 3076)
- 1959: La fine/Sotto i ponti del Po/Marjolaine/Prendi quella stella (Cetra EPE 3090)
- 1960: Perderti/Colpevole/Il mare/ Splende l'arcoballeno (Cetra, EPE 3108)

### EP pubblicati all'estero
- 1958: I'll remember...Venezia (Fonit Cetra, EPE 3029; con Carla Boni e Gino Latilla; Tonina Torrielli canta Te vojo ben; pubblicato in Argentina)
- 1958: Les gitans/Tu che ti chiami amor/Domani/Ultima preghiera (Fonit Cetra, EPE 3076; pubblicato in Argentina)

## Filmografia
- San Remo canta, regia di Domenico Paolella (1956)